# 卡爾瓦斯省
卡爾瓦斯省（西班牙語：Provincia de Carhuaz），是秘魯的省份，位於該國北部安卡什大區，首府是卡爾瓦斯，面積804平方公里，海拔高度2,645米，2005年人口43,902，人口密度每平方公里54.6人。